# Olympus Guard Station
Pour les articles homonymes, voir Olympus.
L'Olympus Guard Station est une station de rangers du comté de Jefferson, dans l'État de Washington, aux États-Unis. Construite dans le style rustique du National Park Service vers 1935, elle est protégée au sein du parc national Olympique et est inscrite au Registre national des lieux historiques depuis le 5 novembre 2007.